# سیارک ۶۱۸۱
سیارک ۶۱۸۱ (به انگلیسی: 6181 Bobweber، نامگذاری:1986RW) شش هزار و صد و هشتاد و یکمین سیارک کشف شده‌است که در ۶ سپتامبر ۱۹۸۶ کشف شد.